# آرتور لولین دیویس
آرتور لولین دیویس (انگلیسی: Arthur Llewelyn Davies؛ زاده ۲۰ فوریه ۱۸۶۳ - درگذشته ۱۹ آوریل ۱۹۰۷) یک وکیل دادگستری انگلیسی با اصالت ولزی بود، اما بیشتر به‌عنوان پدر پسرانی شناخته می‌شود که الهام‌بخش داستان‌های پیتر پن توسط جی. ام. بری بودند.